# Uludere
Uludere là một huyện thuộc tỉnh Şırnak, Thổ Nhĩ Kỳ. Huyện có diện tích 731 km² và dân số thời điểm năm 2007 là 37894 người, mật độ 52 người/km².